# Lycaena schneideri
Lycaena schneideri är en fjärilsart som beskrevs av Embrik Strand 1903. Lycaena schneideri ingår i släktet Lycaena och familjen juvelvingar. Inga underarter finns listade i Catalogue of Life.